# Élections en Islande
Pour un article plus général, voir Politique en Islande.

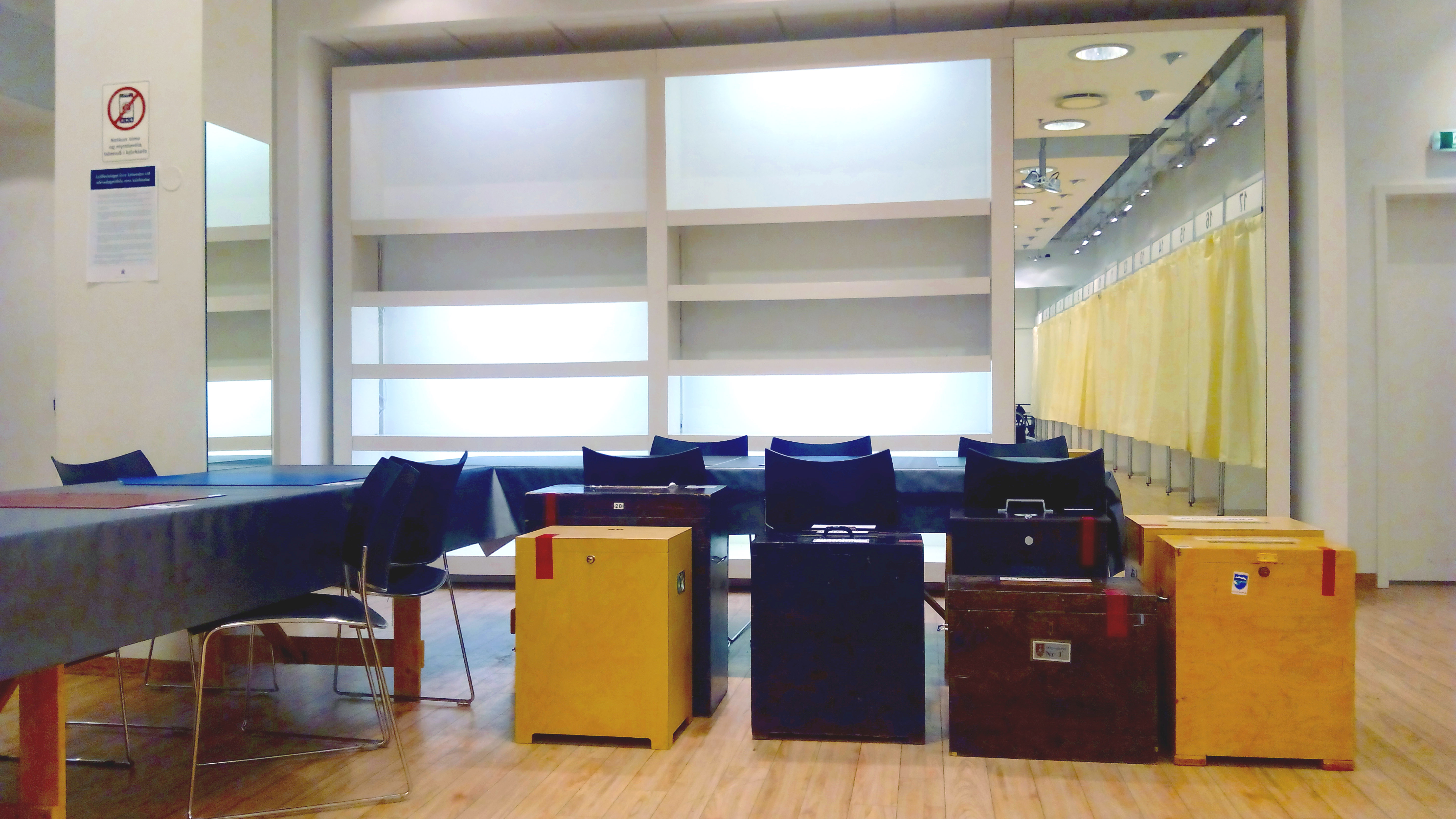
Urnes et isoloirs dans le centre commercial Smáralind à Kópavogur pour les élections législatives de 2017.

Les élections en Islande se déroulent au niveau national et au niveau local. Au niveau national, les citoyens élisent le président — chef de l’État — ainsi que l'Althing, le Parlement qui représente le pouvoir législatif. Au niveau local, les Islandais votent pour élire leurs conseillers municipaux.

## Élections présidentielles
Le Président d'Islande est élu pour un mandat de quatre ans au scrutin uninominal majoritaire à un tour, sans limitation du nombre de mandats. Les candidats doivent être âgés d'au moins 35 ans, déclarer leur intention de participer à l'élection au plus tard cinq semaines avant le jour du scrutin et être soutenus par au moins 1 500 électeurs. La passation des pouvoirs entre le président sortant et celui élu a toujours lieu le 1er août, conformément à l'article 6 de la constitution islandaise.

## Élections législatives
Le parlement islandais (Althing ou Alþingi) compte 63 membres. Ils sont élus pour une durée de quatre ans par le scrutin proportionnel plurinominal. L'Islande est divisée en 6 circonscriptions électorales (Norðausturkjördæmi (Nord-est), Norðvesturkjördæmi (Nord-ouest), Reykjavíkurkjördæmi norður (Reykjavik nord), Reykjavíkurkjördæmi suður (Reykjavik sud), Suðurkjördæmi  (Sud) et Suðvesturkjördæmi (Sud-ouest)). Sur les 63 sièges pourvus, 54 sont élus en fonction des résultats de chaque circonscription, répartis selon la règle d'Hondt. Les 9 sièges restants sont attribués aux partis ayant dépassé le seuil d'au moins 5 % des voix, de manière à garantir une représentation équitable de tous les partis au niveau national.